# Języki mlaskowe
Języki mlaskowe (ang. click languages) – języki, których cechą charakterystyczną jest występowanie tzw. mlasków, mających status fonemów. Współcześnie używane w rejonach pierwotnych i nie zakłóconych wpływami cywilizacyjnymi, typowymi przedstawicielami są języki khoisan. Przypuszczeniem niektórych językoznawców jest, iż ten typ języka jako formy komunikacji, był pierwszym używanym przez gatunki z rodzaju Homo. Do polskich uczonych badających południowoafrykańskie języki mlaskowe należał Roman Stopa.